# Pik Candera
Pik Candera är en bergstopp i Antarktis. Den ligger i Östantarktis. Norge gör anspråk på området. Toppen på Pik Candera är 1 397 meter över havet.
Terrängen runt Pik Candera är kuperad åt sydost, men åt nordväst är den platt. Trakten är obefolkad. Det finns inga samhällen i närheten.